# Hyakunin Isshu

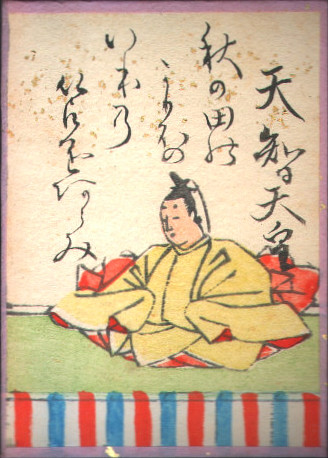
Primera carta del Hyakunin Isshu

Hyakunin Isshu, literalment 'cent persones, un poema' es un estil d'antologia tradicional de compilació de la poesia japonesa yamato-uta, en què cada autor o autora ha escrit un poema per a l'antologia. També es refereix al joc de cartes uta-garuta, que usa un joc de cartes composta per poemes de cada autor.

## Col·lecció poètica

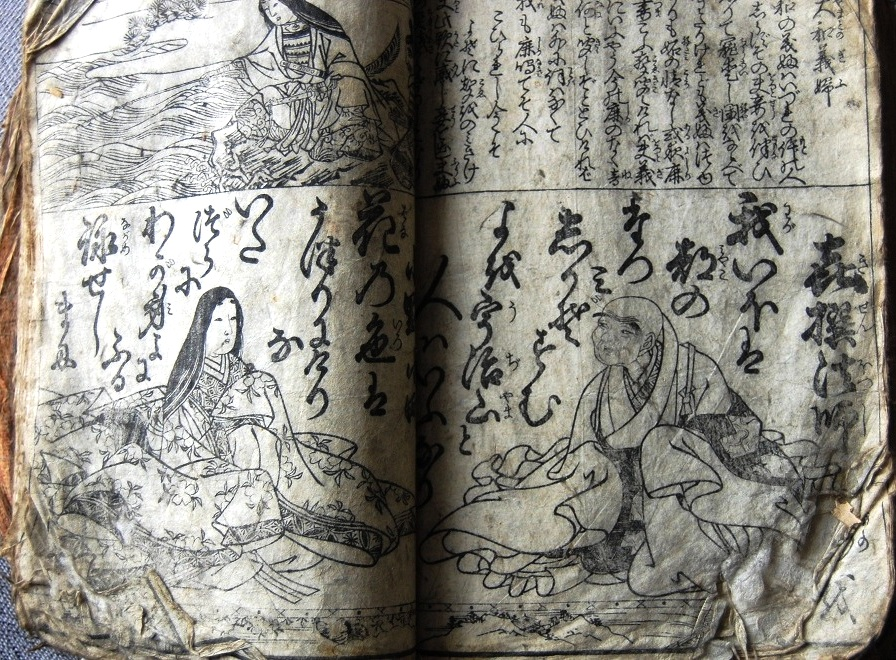
Hyakunin-isshu del període Edo

El més famós Hyakunin Isshu, conegut de vegades com el Hyakunin Isshu a causa que cap altre no hi és comparable per la seua qualitat, és l'Ogura Hyakunin Isshu, compilat per Fujiwara no Teika al començament de l'era Kamakura. En un dels seus diaris, el Meigetsuki diu que el seu fill Fujiwara no Tameie li demanà que replegàs cent poemes per al padastre de Tameie, per tal de decorar una residència prop de la muntanya Ogura, a Kyoto; d'ací el nom d’Ogura Hyakunin Isshu. Tots els poetes van ordenats d'una manera tradicional i tenen assignats un nombre.
També s'han compilat altres antologies amb el mateix criteri, una de les més encertades és l'Aikoku Hyakunin Isshu (愛国百人一首), elaborada durant la Segona Guerra Mundial.

## Joc de cartes
En l’uta-garuta hi ha dos tipus de cartes: els yomifuda (読み札), en què hi ha escrites les paraules i els torifuda (取り札), en el qual hi ha dibuixos.
La part inicial del poema yamato-uta del Hyakunin Isshu està escrit en yomifuda, mentre que la part final del poema està es presenta en torifuda. Quan un jugador llegeix la carta yomifuda, l'altre jugador ha de buscar ràpidament entre els torifuda la carta que hi fa parella i llegir-la.
L'objectiu d'aquest joc és memoritzar totalment els cent poemes, per poder ser capaç de buscar la carta correcta quan el jugador recita la part inicial del waka.

### En anglés
- Fujiwara no Sadaie, Thomas Galt. (1982). The Little Treasury of One Hundred People, One Poem Each. Princeton: Princeton University Press. ISBN 0-691-06514-4 i ISBN 978-0-691-06514-4
- Fujiwara no Sadaie, Yoritsuna Utsunomiya, William Ninnis Porter. (1979) A Hundred Versis from Old Japan, Being a Translation of the Hyaku-nin-isshiu: Being a Translation of the Hyaku-nin-isshiu. Tòquio: Tuttle Publishing. ISBN 4-805-30853-2 i ISBN 978-4-805-30853-0
- Mostow, Joshua S., ed. (1996). Pictures of the Heart: The Hyakunin Isshu in Word and Image. Honolulu: University of Hawaii Press. ISBN 0-824-81705-2 i ISBN 978-0-824-81705-3
- Peter McMillan (2008) One hundred poets, one poem each: a translation of the Ogura Hyakunin Isshu. New York: Columbia University Press. ISBN 9780231143981